# پاتریک فایفر
پاتریک فایفر (انگلیسی: Patric Pfeiffer؛ زادهٔ ۲۰ اوت ۱۹۹۹) بازیکن فوتبال است.
از باشگاه‌هایی که در آن بازی کرده‌است می‌توان به باشگاه فوتبال دارمشتات ۹۸ و باشگاه فوتبال هامبورگ اشاره کرد.